# Ruben III van Armenië
Ruben III (Armeens: Ռուբեն Գ, Rupen III of Roupen III) (1145- Trazarg, 3 februari 1186) was vorst van Armeens Cilicië, tussen 1174 en 1186. Hij was een zoon van Stephan van Armenië en Rita van Barbaron.
Gedurende de regering van Mleh nam Ruben III zijn toevlucht met zijn moeder en volgelingen in het district Barberon. Nadat Mleh vermoord was kreeg Ruben III de uitnodiging van de baronnen om de troon te bestijgen. Zijn vrijgevigheid en goede voorkomen leidde tot een hoop volgers en medestanders. Hij nam vervolgens Mamistra, Adana en Tarsus opnieuw in. Hij bood de moordenaars van Mleh een vergoeding aan; toen zij zich aanmeldden liet hij ze alsnog gevangennemen en ombrengen. In 1181 reisde hij af naar het Koninkrijk Jeruzalem en nam daar de hand van Isabella van Toron, een zuster van Humpfrey IV van Toron. Ze kregen samen twee dochters;
- Alice (geb. 1182), ze huwde met Hathum van Sasun, en een tweede keer met Raymond IV van Tripoli, oudste zoon van Bohemund III van Antiochië.
- Phillipa (geb. 1183), ze huwde Theodoros I Laskaris

In 1185 ervoer hij dreiging omtrent een aanslag op hem, gepland door een van zijn barons Hethum van Lampron, waarbij ook Bohemund III van Antiochië was betrokken. Hij stuurde zijn broer Leo eropuit om Lampron te belegeren, maar Ruben werd zelf gevangengenomen door Bohemund III. Hij werd onder borg vrijgelaten, en moest wat landerijen afstaan. Eind 1185 nam hij zijn intrek in het klooster van Trazarg, hij overleed daar al gauw en liet het prinsdom aan zijn broer Leo.